# Sunset Music Festival
Das Sunset Music Festival (SMF) ist ein Open-Air-Festival der Elektronischen Tanzmusik in Tampa, Florida, Vereinigte Staaten. Es findet jeweils am Wochenende vor dem Memorial Day statt.
Das Festival wurde 2012 erstmals auf der nördlichen Freifläche vor dem Raymond James Stadium abgehalten. Die Headliner waren Pretty Lights, Alesso und Nervo. Ab 2014 wurde das Festival zweitägig und mit drei Floors belegt. 2019 konnten insgesamt 50.000 Besucher an zwei Tagen gezählt werden.

## Künstler (Auswahl)
Skrillex, Major Lazer, Above & Beyond, Hardwell, Jack Ü, The Chainsmokers, Tiësto, Armin van Buuren, Showtek, Marshmello, Zedd, Excision, A-Trak, RL Grime, Slushii, Yellow Claw, Galantis, Flosstradamus, Porter Robinson, Krewella, Don Diablo, Benny Benassi, Knife Party